# Kanadische Unterhauswahl 1911
- Sonst.: 1
- Lib: 85
- Unabh.: 3
- Lib-Kon: 1
- Kons: 131

Die 12. kanadische Unterhauswahl (engl. 12th Canadian General Election, frz. 12e élection fédérale canadienne) fand am 21. September 1911 statt. Gewählt wurden 221 Abgeordnete des kanadischen Unterhauses (engl. House of Commons, frz. Chambre des Communes). Diese Wahle beendete die 15-jährige Regierungszeit der Liberalen Partei von Premierminister Wilfrid Laurier. Zwei Themen dominierten den Wahlkampf: Der Freihandel mit den Vereinigten Staaten und die Schaffung der eigenständigen kanadischen Marine. Die von Robert Borden angeführte Konservative Partei bildete eine Mehrheitsregierung.

## Die Wahl
Die liberale Regierung war in eine Debatte zum deutsch-britischen Flottenwettrüsten verwickelt worden. Laurier schlug die Schaffung der Royal Canadian Navy vor, womit er aber weder die frankophonen noch die englischsprachigen Kanadier für sich gewinnen konnte. Erstere lehnten jeglichen Beistand Großbritanniens entschieden ab, letztere wollten die britische Royal Navy direkt finanziell unterstützen. Nach der Wahl präsentierten die Konservativen einen Gesetzesvorschlag für einen Beitrag an die britische Marine, doch wurde dessen Umsetzung durch ein Filibuster der Liberalen im Unterhaus und schließlich vom liberal dominierten Senat verhindert.
Die Bevölkerung Ontarios und der Seeprovinzen warf dem Frankophonen Laurier vor, Kanadas traditionelle Bindungen zu Großbritannien aufzugeben. Auf der anderen Seite machte der Nationalist Henri Bourassa, der wegen der angeblich pro-britischen Haltung der Regierung aus der Liberalen Partei ausgetreten war, in der Provinz Québec Stimmung gegen Laurier. Dies führte in Québec zur Stärkung der Konservativen, die eigentlich eine noch imperialistischere Haltung einnahmen als die Liberalen.
Die Basis der Unterstützung der Liberalen verlagerte sich nach Westkanada. Der Westen suchte nach neuen Märkten für seine landwirtschaftlichen Produkte und befürwortete daher den Freihandel mit den Vereinigten Staaten. Doch die Vertreter der durch hohe Zölle geschützten Industrie in Zentralkanada waren strikt dagegen. Die Liberalen beschlossen, den Freihandel zum Hauptthema des Wahlkampfs zu machen und handelten mit den Vereinigten Staaten ein Freihandelsabkommen für natürliche Produkte aus.
Obschon die Legislaturperiode noch zwei Jahre dauern würde, beschloss Laurier, eine vorgezogene Neuwahl auszurufen, um ein Mandat für die Umsetzung des Abkommens zu erlangen. Die Wahlkampagne verlief für die Liberalen jedoch schlecht. Die mächtigen Interessenvertreter der Industrie in Toronto und Montreal entzogen ihre Unterstützung und liefen zu den Konservativen über. Sie argumentierten, der Freihandel würde die Souveränität Kanadas untergraben und zu einer schleichenden Annektierung durch die Vereinigten Staaten führen. Fast acht Jahrzehnte später, bei der Unterhauswahl 1988, sollte der Freihandel ebenfalls das Hauptthema sein, allerdings mit vertauschten Rollen: Die Liberalen bekämpften das von den Konservativen vorgeschlagene Freihandelsabkommen.
Die Wahlbeteiligung betrug 70,2 %.

## Ergebnisse

### Gesamtergebnis
| Partei | Partei                        | Vorsitzender    | Kandi- daten | Sitze 1908 | Sitze 1911 | +/−  | Stimmen   | Wähler- anteil | +/−      |
| ------ | ----------------------------- | --------------- | ------------ | ---------- | ---------- | ---- | --------- | -------------- | -------- |
|        | Konservative Partei           | Robert Borden   | 208          | 082        | 131        | + 49 | 625.697   | 48,03 %        | + 3,08 % |
|        | Liberal-konservative Partei 1 | Robert Borden   | 002          | 003        | 001        | − 02 | 6.842     | 0,53 %         | − 0,74 % |
|        | Liberale Partei               | Wilfrid Laurier | 214          | 133        | 085        | − 48 | 596.871   | 45,82 %        | − 3,05 % |
|        | Unabhängige Konservative      |                 | 003          | 001        | 003        | + 02 | 12.499    | 0,96 %         | + 0,50 % |
|        | Labour Party                  |                 | 003          | 001        | 001        |      | 12.101    | 0,93 %         | + 0,04 % |
|        | nicht bekannt                 |                 | 010          |            |            |      | 25.857    | 1,98 %         | + 0,83 % |
|        | Unabhängige                   |                 | 012          | 001        |            | − 01 | 10.346    | 0,79 %         | − 0,65 % |
|        | Sozialistische Partei         |                 | 006          |            |            |      | 4.574     | 0,35 %         | − 0,17 % |
|        | Nationalistische Konservative |                 | 002          |            |            |      | 4.399     | 0,34 %         | + 0,34 % |
|        | Nationalisten                 |                 | 001          |            |            |      | 3.533     | 0,27 %         | + 0,27 % |
| Gesamt | Gesamt                        | Gesamt          | 461          | 221        | 221        |      | 1.302.719 | 100,0 %        |          |

Übersicht der Provinzen und Territorien

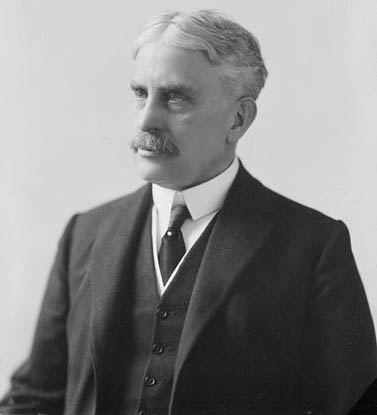
Robert Borden

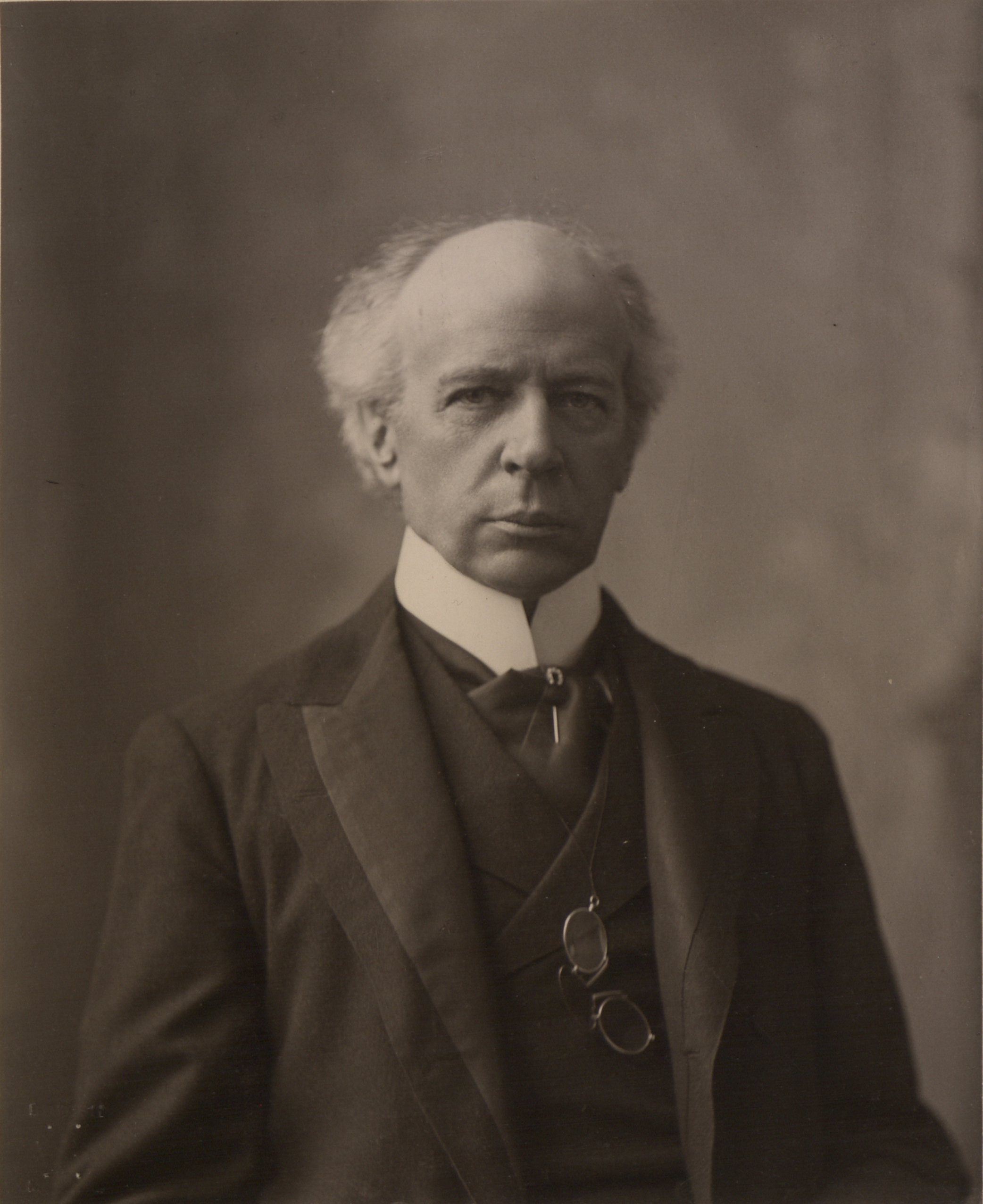
Wilfrid Laurier

1 Die Liberal-Konservativen bildeten zusammen mit den Konservativen eine Fraktion im Unterhaus

### Akklamationen
4 Kandidaten wurden mangels Gegenkandidaten per Akklamation gewählt:
- Ontario: 1 Konservativer, 1 Liberaler
- Québec: 2 Liberale

### Ergebnis nach Provinzen und Territorien
| Partei      | Partei                        | Partei      | BC   | AB   | SK   | MB   | ON   | QC   | NB   | NS   | PE   | YK   | Gesamt |
| ----------- | ----------------------------- | ----------- | ---- | ---- | ---- | ---- | ---- | ---- | ---- | ---- | ---- | ---- | ------ |
|             | Konservative Partei           | Sitze       | 7    | 1    | 1    | 8    | 71   | 26   | 5    | 9    | 2    | 1    | 131    |
|             | Konservative Partei           | Anteil in % | 58,7 | 38,5 | 39,0 | 51,9 | 53,5 | 44,1 | 43,6 | 44,5 | 51,1 | 60,8 | 48,0   |
|             | Liberal-konservative Partei   | Sitze       |      |      |      |      | 1    |      |      |      |      |      | 1      |
|             | Liberal-konservative Partei   | Anteil in % |      | 4,1  |      |      | 0,8  |      |      |      |      |      | 0,5    |
|             | Liberale Partei               | Sitze       |      | 6    | 9    | 2    | 13   | 36   | 8    | 9    | 2    |      | 85     |
|             | Liberale Partei               | Anteil in % | 37,7 | 53,3 | 59,4 | 44,8 | 41,2 | 44,6 | 47,7 | 55,2 | 48,9 | 39,2 | 45,8   |
|             | Unabhängige Konservative      | Sitze       |      |      |      |      | 1    | 2    |      |      |      |      | 3      |
|             | Unabhängige Konservative      | Anteil in % |      |      |      |      | 1,5  | 1,6  |      |      |      |      | 1,0    |
|             | Labour Party                  | Sitze       |      |      |      |      |      | 1    |      |      |      |      | 1      |
|             | Labour Party                  | Anteil in % |      |      |      |      | 0,1  | 3,6  |      |      |      |      | 0,9    |
|             | nicht bekannt                 | Anteil in % |      | 1,0  |      |      | 2,1  | 2,6  | 8,7  |      |      |      | 2,0    |
|             | Unabhängige                   | Anteil in % |      | 3,1  | 1,6  | 0,3  | 0,5  | 1,2  |      | 0,3  |      |      | 0,8    |
|             | Sozialistische Partei         | Anteil in % | 3,7  |      |      | 3,0  | 0,2  | 0,1  |      |      |      |      | 0,4    |
|             | Nationalistische Konservative | Anteil in % |      |      |      |      | 0,3  | 1,0  |      |      |      |      | 0,3    |
|             | Nationalisten                 | Anteil in % |      |      |      |      |      | 1,1  |      |      |      |      | 0,3    |
| Sitze total | Sitze total                   | Sitze total | 7    | 7    | 10   | 10   | 86   | 65   | 13   | 18   | 4    | 1    | 221    |